# Osrednja knjižnica Bahavalpurja
Osrednja knjižnica Bahavalpurja (urdujsko سنٹرل لائبریری بھاولپور, znana tudi kot Sadiova bralna knjižnica) je knjižnica v Bahavalpurju v Pandžabu v Pakistanu. 8. marca 1924 jo je v letu kronanja Sadeka Mohameda Kana V. ustanovil sir Rufus Daniel Issacs. Državo Bahavalpur je stala 100.000 rupij in je druga največja knjižnica v provinci Pandžab.
Namen knjižnice je krepitev znanja ljudi in izvajanje številnih raziskav. Poleg tega je bilo glede na bogato kulturo Bahavalpurja očitno, da je taka ustanova potrebna tudi za druge kulturne namene.

## Arhitektura
Knjižnica je ena od stavb, ki so jih zgradili Navabi in je bila zasnovana v hibridnem neogotsko-viktorijanskem slogu. Za razliko od drugih kraljevih stavb loki v knjižnici niso večkrilni, temveč enokrilni.
Okoli nekaterih delov stavbe se ovija veranda. Stavba ima osmerokotni stolp z okrasom džali na svojih lokih in stilizirane viktorijanske zvitke na njegovem dnu.

## Zbirke
Knjižnica je razdeljena na tri sklope: glavno dvorano, del z otroškimi knjigami in del z avdiovizualnim arhivom.
Knjižnična zbirka obsega starejše izdaje časopisov. Ima več kot 100.000 knjig in vsebuje skladišče zgodovinskih dokumentov, povezanih z državo Bahavalpur in sufijskim pesnikom in mistikom iz 19. stoletja Khvajo Ghulamom Faridom.